# Kadiogo
O Kadiogo é uma província de Burquina Fasso localizada na região de Centro. Sua capital é a cidade de Uagadugu.

## Departamentos

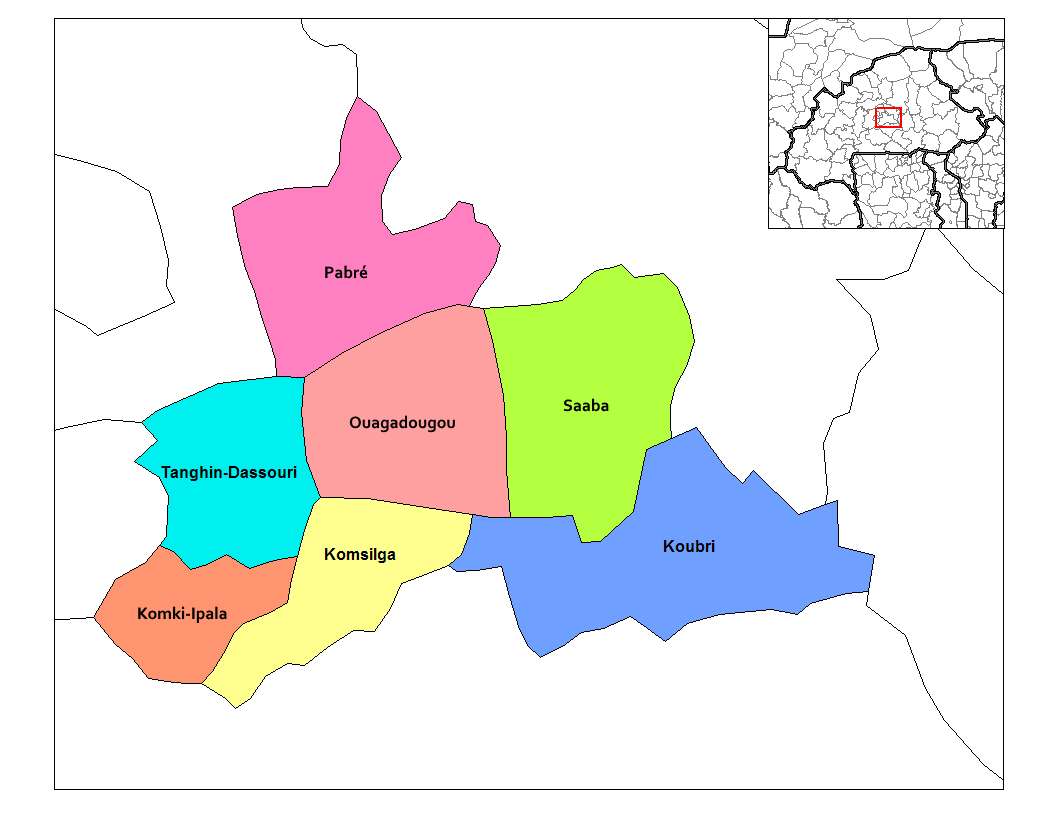
Localização dos diversos departamentos da província do Kadiogo, Burkina Faso

A província do Kadiogo está dividida em sete departamentos:
- Komki-Ipala (est. 27745 habitantes em 1 de julho de 2018)
- Komsilga (est. 89976 habitantes em 1 de julho de 2018)
- Koubri (est. 57718 habitantes em 1 de julho de 2018)
- Uagadugu (est. 2485566 habitantes em 1 de julho de 2018)
- Pabré (est. 38791 habitantes em 1 de julho de 2018)
- Saaba (est. 80867 habitantes em 1 de julho de 2018)
- Tanghin-Dassouri (est. 73693 habitantes em 1 de julho de 2018)